# David Live
David Live är ett dubbelalbum av David Bowie som spelades in vid konserter i Tower Theatre, Philadelphia 8-12 juli 1974. Det släpptes i England den 29 oktober 1974. David Live återutgavs på CD-skiva 2005. Tillagda spår på CD-utgåvan är "Here Today Gone Tomorrow", "Space Oddity", "Panic in Detroit" samt "Time".

## Låtlista
Låtar där inget annat anges är skrivna av David Bowie.
1. "1984" - 3:20
2. "Rebel Rebel" - 2:40
3. "Moonage Daydream" - 5:10
4. "Sweet Thing/Candidate/Sweet Thing (Reprise)" - 8:48
5. "Changes" - 3:34
6. "Suffragette City" - 3:45
7. "Aladdin Sane" - 4:57
8. "All the Young Dudes" - 4:18
9. "Cracked Actor" - 3:29
10. "Rock 'n' Roll With Me" (David Bowie, Warren Peace) - 4:18
11. "Watch That Man" - 4:55
12. "Knock on Wood" (Eddie Floyd, Steve Cropper) - 3:08
13. "Diamond Dogs" - 6:32
14. "Big Brother/Chant of the Ever-Circling Skeletal Family" - 4:08
15. "The Width of a Circle" - 8:12
16. "The Jean Genie" - 5:13
17. "Rock 'n' Roll Suicide" - 4:30

## Singlar
- "Knock on Wood"

## Medverkande
- David Bowie - Sång
- Earl Slick - Gitarr
- Michael Kamen - Elpiano, Syntheziser, oboe
- Mike Garson - Piano
- David Sanborn - Altsaxofon, flöjt
- Richard Grando - Barytonsaxofon, flöjt
- Herbie Flowers - Bas
- Tony Newman - Trummor
- Pablo Rosario - Sång
- Gui Andrisano - Sång
- Warren Peace - Sång